# تصادف اتوبوس ۲۰۲۱ بلغارستان
تصادف اتوبوس ۲۰۲۱ بلغارستان (انگلیسی: 2021 Bulgaria bus crash) در ۲۳ نوامبر، ساعت ۰۲:۰۰ به وقت محلی رخ داد، یک اتوبوس مقدونیه شمالی در غرب بلغارستان تصادف کرد و آتش گرفت. این حادثه در بزرگراه استروما در نزدیکی روستای بوسنک در جنوب غربی صوفیه رخ داد. پنجاه مسافر و دو راننده در اتوبوس بودند. ۴۶ نفر از جمله ۱۲ کودک در این تصادف جان باختند. هفت مسافر دیگر دچار سوختگی شدند اما جان سالم به در بردند. در حال حاضر این مرگبارترین تصادف جاده‌ای در تاریخ بلغارستان است.

## زمینه
بر اساس داده های کمیسیون اروپا، بلغارستان در سال ۲۰۱۹ دومین میزان مرگ و میر تصادفات جاده ای را در اروپا داشته است. پس از این حادثه، شهردار شهر مجاور پرنیک به رسانه های محلی گفت که بزرگراه در وضعیت نامناسبی قرار دارد و تصادفات در این منطقه مکرر است.